# Bernhard Dürken
Bernhard Heinrich Dürken (* 20. September 1881 in Geeste; † 30. November 1944 in Breslau) war ein deutscher Universitätsprofessor und Mitbegründer der Ganzheitsbiologie.

## Leben
Dürken war römisch-katholischen Glaubens. Ab 1902 studierte Bernhard Dürken an den Universitäten Münster, Würzburg und Göttingen Naturwissenschaften, er war Bundesbruder bei der VKDSt Saxonia Münster und bei der KDStV Thuringia Würzburg. 1907 wurde er mit einer zoologischen Arbeit an der Universität Göttingen zum Dr. phil. promoviert.
1908 bestand er die Staatsprüfung für das höhere Lehramt in Preußen in den Fächern Botanik, Zoologie, Physik und Mathematik und habilitierte sich 1911 als Assistent am Zoologischen Institut in Göttingen in der Philosophischen Fakultät für Zoologie.
1918 wurde ihm der Titel Professor zuerkannt, im gleichen Jahr wurde er für eine Professur an der Flandrischen Universität in Gent vorgesehen. Am 17. September 1919 heiratete er in Kassel Anna geb. Hermanns (1882–1942).
Im Jahre 1920 wurde ihm ein Lehrauftrag für vergleichende und Entwicklungsgeschichte übertragen und er vertrat 1921 interimsweise den Lehrstuhl für Zoologie an der Universität Gießen.
1921 folgte Bernhard Dürken dem Ruf nach Breslau an die Schlesische Friedrich-Wilhelm-Universität und wurde Abteilungsvorsteher des Instituts für Entwicklungsmechanik. Ab 1922 war er ordentlicher Professor in der Medizinischen Fakultät und seit 1928 Direktor des Instituts für Entwicklungsmechanik und Vererbung.
Im Jahre 1942 verstarb seine Ehefrau Anna Hermanns. Nach deren Tod heiratet Dürken am 7. Oktober 1944  in Hirschberg Anni geb. Woitzik.
Dürken starb 1944 an den Folgen einer Blutvergiftung und wurde am 4. Dezember 1944 auf dem Laurentius-Friedhof in Breslau beigesetzt.

## Veröffentlichungen
- Einführung in die Experimentalzoologie. Berlin, 1919
- Die Phylogenese. Fragestellungen zu ihrer Erforschung. Berlin, 1921
- Die Hauptprobleme der Biologie.  München, 1922
- Allgemeine Abstammungslehre.  Berlin, 1924
- Mechanismus und Vitalismus im Weltbild des Biologen.  In: Hochland 21 (1924), S. 301–310
- Lehrbuch der Experimentalzoologie. Experimentelle Entwicklungslehre der Tiere.  Berlin, 1928
- Grundriss der Entwicklungsmechanik. Berlin, 1929
- Methoden der vergleichenden Physiologie. mit besonderer Berücksichtigung der Wirbellosen.  Berlin, 1930
- Entwicklungsbiologie und Ganzheit. Ein Beitrag zur Neugestaltung des Weltbildes. Leipzig, 1936